# Lethent (California)
Lethent è una città fantasma degli Stati Uniti d'America situata nella Contea di Kings, nello Stato della California. Si trovava sulla Southern Pacific Railroad a una distanza di circa 9,7 km a ovest di Lemoore. Lethent appariva sulle mappe ancora nel 1926.